# 카우라바

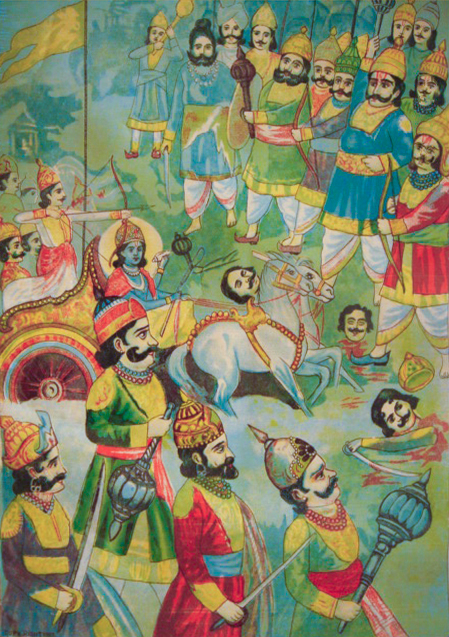

카우라바(산스크리트어: कौरवाः)는 힌두 서사시 마하바라타의 등장인물들로, 쿠루 왕국의 왕족들이다. 서로 대립하는 관계인 판다바 형제들과는 사촌지간이다. "카우라바"는 본래 쿠루 왕국의 시조인 쿠루 왕의 후예들이라는 뜻으로, 이 본래 의미에서는 카우라바의 적대세력인 판다바들 역시 카우라바에 속한다. 좁은 의미에서 카우라바란 드리타라슈트라 왕(판다바의 아버지 판두 왕의 형)과 간다리 비 사이에 태어난 자식들을 말한다. 판다바가 5형제인 데 비해 드리타라스트라와 간드하리의 자식은 백 명이 넘으며 그 중 유명한 사람으로 두료다나, 두샤사나, 비카르나, 유유추, 두살라가 있다.

## 같이 보기
- 쿠루 왕국